# Чернь (рід)
Чернь (Aythya) — рід птахів родини качкових (Anatidae).
Латинська назва роду Aythya має грецькі корені, спочатку звучало як «aithuia», та буквально означало «морський птах» . Ця назва була використана у працях Аристотеля.
Черні численні у Північній півкулі (Європа, Азія, Північна Америка), лише деякі гніздяться у тропіках. Більшу частину часу ці птахи проводять на воді; добре пірнають — при добуванні корму з дна водойм занурюються повністю або частково, залишаючи задню частину на поверхні. Злітають після невеликого розбігу; на сушу виходять рідко.
Багато з черней є важливими мисливськими птахами.

## Види
- Чернь американська (Aythya affinis)
- Попелюх американський (Aythya americana)
- Чернь австралійська (Aythya australis)
- Чернь зеленоголова (Aythya baeri)
- Чернь канадська (Aythya collaris)
- Попелюх (Aythya ferina) — в Україні гніздовий, перелітний, зимівний вид
- Чернь чубата (Aythya fuligula) — в Україні гніздовий, перелітний, зимівний вид
- Попелюх мадагаскарський (Aythya innotata)
- Чернь морська (Aythya marila) — в Україні пролітний, зимівний вид
- Чернь новозеландська (Aythya novaeseelandiae)
- Чернь білоока (Aythya nyroca) — в Україні гніздовий, перелітний, зимівний вид, занесений до Червоної книги
- Попелюх довгодзьобий (Aythya valisineria)